# Lombriasco
Lombriasco (en français Lombriasque) est une commune italienne d'environ 1 100 habitants située dans la ville métropolitaine de Turin, dans la région Piémont, dans le Nord-Ouest de l'Italie.

## Administration
| Période                                  | Période | Identité | Étiquette | Qualité |
| ---------------------------------------- | ------- | -------- | --------- | ------- |
|                                          |         |          |           |         |
| Les données manquantes sont à compléter. |         |          |           |         |

### Communes limitrophes
Osasio, Carignano, Pancalieri, Carmagnole, Casalgrasso, Racconigi.